# NO WAY MAN
「NO WAY MAN」（ノー・ウェイ・マン）は、日本の女性アイドルグループ・AKB48の楽曲。作詞は秋元康、作曲は前迫潤哉とYasutaka.Ishioが担当した。2018年11月28日にAKB48のメジャー54作目のシングルとしてキングレコードから発売された。楽曲のセンターポジションは宮脇咲良が務めた。

## 背景とリリース
前作『センチメンタルトレイン』から2か月ぶりのリリースで、2018年のシングル第4弾。「Type A」から「Type E」までのそれぞれの「初回限定盤」と「通常盤」、および「劇場盤」の11形態で発売された。
2018年9月24日に幕張メッセで開催されたAKB48の握手会で54thシングルの発売とタイトル、および選抜メンバー、センターポジション、フォーメーションが発表された。
選抜メンバーの人数は前作から7人多い23人で、下尾みう、菅原茉椰（SKE48）、本田仁美の3人が初選抜、選抜復帰のメンバーは11人で、岡部麟、小栗有以、柏木由紀、指原莉乃、白間美瑠、瀧野由美子、中井りか、山内瑞葵の8人が、2018年5月の52ndシングル『Teacher Teacher』以来、2作（半年）ぶり、倉野尾成美が、2018年3月の51stシングル『ジャーバージャ』以来、3作（8か月）ぶり、宮崎美穂が、2016年6月の44thシングル『翼はいらない』以来、10作（2年5か月）ぶり、竹内美宥が、2012年12月の29thシングル『永遠プレッシャー』以来、25作（5年11か月）ぶりの選抜入りとなった。前作のメンバーのうち、大場美奈、惣田紗莉渚、古畑奈和、本間日陽、松井珠理奈、武藤十夢、吉田朱里の7人が、本作では選抜メンバーから外れた。
また、竹内美宥、宮崎美穂、宮脇咲良、矢吹奈子の4人にとっては、この作品が最後のAKB48のシングル選抜入り表題曲となった。
本作では、韓国のオーディション番組『PRODUCE 48』の最終候補者となったAKB48グループメンバー全員（宮脇、矢吹、本田、宮崎、竹内、高橋朱里、下尾、白間）が選出されている。また、同番組で結成されたグローバルガールズグループ・IZ*ONEのメンバーとして2021年4月まで活動する3名にとっては、AKB48グループメンバーとしての活動休止前のラストシングルとなり、宮脇がセンターポジションを務め、両サイドに矢吹と本田が配置された。宮脇は『願いごとの持ち腐れ』以来、1年半（6作）ぶり、単独では『君はメロディー』以来、2年8か月（11作）ぶりにシングル表題曲のセンターを務める。
表題曲「NO WAY MAN」は、AKB48史上最高難度を更新したと謳われるダンスナンバーであり、女性ダンスチーム「Fabulous Sisters」のリーダー・Ruuが振り付けを担当した。
2018年10月25日未明に放送された『AKB48のオールナイトニッポン』において音源が解禁され、翌26日朝にミュージック・ビデオがYouTubeで公開された。同年11月15日放送の『ベストヒット歌謡祭2018』（読売テレビ）でテレビ初披露となるが、フロントメンバーがIZ*ONEの活動により番組に出演できず、振り付けを担当したRuuの審査による「緊急ダンスオーディション」を実施してフロントのポジションを担う3名を選抜することとなった。その結果、日本国内AKB48グループ105名の立候補者の中から今村美月（STU48、センター）、門脇実優菜（STU48）、谷川聖が選ばれた。その後、音楽番組では岡田奈々がセンターを務めたが、『ミュージックステーション』（テレビ朝日、11月30日）では先述のダンスオーディションでのYouTube動画再生回数1位を記録した横山結衣がセンターに選ばれた。12月5日放送の『2018 FNS歌謡祭』（フジテレビ）ではIZ*ONEメンバーを含むオリジナルメンバーでの初披露となった。12月21日放送の『ミュージックステーション スーパーライブ2018』（テレビ朝日）では指原莉乃センターにより、100名のメンバーで披露された。
全タイプ共通のカップリングには、『緊急SOS!池の水ぜんぶ抜く大作戦』レギュラーの大家志津香がセンターを務める「池の水選抜」メンバーによる「池の水を抜きたい」が収録される。「Type A」には『PRODUCE 48』において第1回順位発表を通過したものの、最終候補からは漏れたメンバーで構成された「PRODUCE48選抜」による「わかりやすくてごめん」、「Type B」には20歳以上のメンバーで構成された「大人選抜2018」による「それでも彼女は」、「Type C」には17歳から19歳のメンバーで構成された「U-19選抜2018」による「おはようから始まる世界」、「Type D」には16歳以下のメンバーで構成された「U-16選抜2018」による「最強ツインテール」、「Type E」にはスマートフォンアプリ『AiKaBu』の企画「AiKaBuユニット選抜決定戦!」で16位までに入った「AiKaBu選抜」メンバーによる「夢へのプロセス」、「劇場盤」には『PRODUCE 48』第1回順位発表で脱落したメンバー「チームナイスファイト」による「耳を塞げ!」が収録されている。

## アートワーク
アートワークはビビットなオレンジを基調とした、大人モードなAKB48が表現された。
| Type A（初回限定盤） | 倉野尾成美、須田亜香里、宮脇咲良、山内瑞葵、横山由依 |
| Type B（初回限定盤） | 竹内美宥、田中美久、宮崎美穂、向井地美音、矢吹奈子   |
| Type C（初回限定盤） | 下尾みう、白間美瑠、菅原茉椰、高橋朱里、本田仁美     |
| Type D（初回限定盤） | 岡部麟、小栗有以、指原莉乃、中井りか                 |
| Type E（初回限定盤） | 岡田奈々、荻野由佳、柏木由紀、瀧野由美子             |
| Type A（通常盤）     | 本田仁美、宮脇咲良、矢吹奈子                         |
| Type B（通常盤）     | 小栗有以、白間美瑠、宮崎美穂                         |
| Type C（通常盤）     | 岡田奈々、荻野由佳、向井地美音                       |
| Type D（通常盤）     | 指原莉乃、須田亜香里、高橋朱里                       |
| Type E（通常盤）     | 柏木由紀、横山由依                                   |
| 劇場盤               | 宮脇咲良                                             |

## チャート成績
初週120万5000枚を売り上げ、2018年12月10日付オリコン週間シングルランキングで初登場1位を獲得。これにより、シングル1位獲得数は『RIVER』から通算および連続41作目となり、シングル通算1位獲得作品数およびシングル連続1位獲得作品数で自身が保持する女性アーティスト歴代1位記録を更新した。また、歴代1位のシングルミリオン通算達成作品数は今作で通算36作目、シングルミリオン連続達成作品数は『桜の木になろう』から35作連続となったほか、女性アーティスト歴代1位の音楽CD（シングル・アルバム）総売上枚数の自己記録も更新した。

## ミュージック・ビデオ
NO WAY MAN
菱川勢一が監督を務めたミュージック・ビデオでは、同じシーンでもカメラの位置を変えながらバリエーションを生み出し、マルチ画面によって多角的にダンスの激しさを表現している。選抜メンバーの指原莉乃は体調不良のため参加していない。
池の水を抜きたい
『池の水ぜんぶ抜く』2018年6月の放送で水が抜かれた草加市のそうか公園で撮影された。

## メディアでの使用
NO WAY MAN
TOKYO MX『爆走ロケハンター』2018年12月エンディングテーマ。
池の水を抜きたい
テレビ東京系『緊急SOS!池の水ぜんぶ抜く大作戦』テーマソング。

## シングル収録トラック

### Type A
「初回限定盤」と「通常盤」の2種類が存在するが、収録トラックは同一である。
| #  | タイトル                                   | 作詞   | 作曲                     | 編曲            |
| -- | ------------------------------------------ | ------ | ------------------------ | --------------- |
| 1. | 「NO WAY MAN」                             | 秋元康 | 前迫潤哉、Yasutaka.Ishio | APAZZI          |
| 2. | 「池の水を抜きたい」(池の水選抜)           | 秋元康 | 後藤康二(ck510)          | 後藤康二(ck510) |
| 3. | 「わかりやすくてごめん」(PRODUCE48選抜)    | 秋元康 | CHOCOLATE MIX            | CHOCOLATE MIX   |
| 4. | 「NO WAY MAN（off vocal ver.）」           |        | 前迫潤哉、Yasutaka.Ishio | APAZZI          |
| 5. | 「池の水を抜きたい（off vocal ver.）」     |        | 後藤康二(ck510)          | 後藤康二(ck510) |
| 6. | 「わかりやすくてごめん（off vocal ver.）」 |        | CHOCOLATE MIX            | CHOCOLATE MIX   |

| #  | タイトル                             | 作詞 | 作曲・編曲 | 監督     |
| -- | ------------------------------------ | ---- | ---------- | -------- |
| 1. | 「NO WAY MAN Music Video」           |      |            | 菱川勢一 |
| 2. | 「池の水を抜きたい Music Video」     |      |            | 瀬里義治 |
| 3. | 「わかりやすくてごめん Music Video」 |      |            | 中村太洸 |

### Type B
「初回限定盤」と「通常盤」の2種類が存在するが、収録トラックは同一である。
| #  | タイトル                               | 作詞   | 作曲                     | 編曲            |
| -- | -------------------------------------- | ------ | ------------------------ | --------------- |
| 1. | 「NO WAY MAN」                         | 秋元康 | 前迫潤哉、Yasutaka.Ishio | APAZZI          |
| 2. | 「池の水を抜きたい」(池の水選抜)       | 秋元康 | 後藤康二(ck510)          | 後藤康二(ck510) |
| 3. | 「それでも彼女は」(大人選抜2018)       | 秋元康 | 村井大                   | 村井大          |
| 4. | 「NO WAY MAN（off vocal ver.）」       |        | 前迫潤哉、Yasutaka.Ishio | APAZZI          |
| 5. | 「池の水を抜きたい（off vocal ver.）」 |        | 後藤康二(ck510)          | 後藤康二(ck510) |
| 6. | 「それでも彼女は（off vocal ver.）」   |        | 村井大                   | 村井大          |

| #  | タイトル                         | 作詞 | 作曲・編曲 | 監督     |
| -- | -------------------------------- | ---- | ---------- | -------- |
| 1. | 「NO WAY MAN Music Video」       |      |            | 菱川勢一 |
| 2. | 「池の水を抜きたい Music Video」 |      |            | 瀬里義治 |
| 3. | 「それでも彼女は Music Video」   |      |            |          |

### Type C
「初回限定盤」と「通常盤」の2種類が存在するが、収録トラックは同一である。
| #  | タイトル                                     | 作詞   | 作曲                     | 編曲            |
| -- | -------------------------------------------- | ------ | ------------------------ | --------------- |
| 1. | 「NO WAY MAN」                               | 秋元康 | 前迫潤哉、Yasutaka.Ishio | APAZZI          |
| 2. | 「池の水を抜きたい」(池の水選抜)             | 秋元康 | 後藤康二(ck510)          | 後藤康二(ck510) |
| 3. | 「おはようから始まる世界」(U-19選抜2018)     | 秋元康 | 三谷秀甫                 | 三谷秀甫        |
| 4. | 「NO WAY MAN（off vocal ver.）」             |        | 前迫潤哉、Yasutaka.Ishio | APAZZI          |
| 5. | 「池の水を抜きたい（off vocal ver.）」       |        | 後藤康二(ck510)          | 後藤康二(ck510) |
| 6. | 「おはようから始まる世界（off vocal ver.）」 |        | 三谷秀甫                 | 三谷秀甫        |

| #  | タイトル                               | 作詞 | 作曲・編曲 | 監督     |
| -- | -------------------------------------- | ---- | ---------- | -------- |
| 1. | 「NO WAY MAN Music Video」             |      |            | 菱川勢一 |
| 2. | 「池の水を抜きたい Music Video」       |      |            | 瀬里義治 |
| 3. | 「おはようから始まる世界 Music Video」 |      |            |          |

### Type D
「初回限定盤」と「通常盤」の2種類が存在するが、収録トラックは同一である。
| #  | タイトル                               | 作詞   | 作曲                     | 編曲            |
| -- | -------------------------------------- | ------ | ------------------------ | --------------- |
| 1. | 「NO WAY MAN」                         | 秋元康 | 前迫潤哉、Yasutaka.Ishio | APAZZI          |
| 2. | 「池の水を抜きたい」(池の水選抜)       | 秋元康 | 後藤康二(ck510)          | 後藤康二(ck510) |
| 3. | 「最強ツインテール」(U-16選抜2018)     | 秋元康 | 板垣祐介                 | 板垣祐介        |
| 4. | 「NO WAY MAN（off vocal ver.）」       |        | 前迫潤哉、Yasutaka.Ishio | APAZZI          |
| 5. | 「池の水を抜きたい（off vocal ver.）」 |        | 後藤康二(ck510)          | 後藤康二(ck510) |
| 6. | 「最強ツインテール（off vocal ver.）」 |        | 板垣祐介                 | 板垣祐介        |

| #  | タイトル                         | 作詞 | 作曲・編曲 | 監督     |
| -- | -------------------------------- | ---- | ---------- | -------- |
| 1. | 「NO WAY MAN Music Video」       |      |            | 菱川勢一 |
| 2. | 「池の水を抜きたい Music Video」 |      |            | 瀬里義治 |
| 3. | 「最強ツインテール Music Video」 |      |            |          |

### Type E
「初回限定盤」と「通常盤」の2種類が存在するが、収録トラックは同一である。
| #  | タイトル                               | 作詞   | 作曲                     | 編曲            |
| -- | -------------------------------------- | ------ | ------------------------ | --------------- |
| 1. | 「NO WAY MAN」                         | 秋元康 | 前迫潤哉、Yasutaka.Ishio | APAZZI          |
| 2. | 「池の水を抜きたい」(池の水選抜)       | 秋元康 | 後藤康二(ck510)          | 後藤康二(ck510) |
| 3. | 「夢へのプロセス」(AiKaBu選抜)         | 秋元康 | 松本一也                 | 若田部誠        |
| 4. | 「NO WAY MAN（off vocal ver.）」       |        | 前迫潤哉、Yasutaka.Ishio | APAZZI          |
| 5. | 「池の水を抜きたい（off vocal ver.）」 |        | 後藤康二(ck510)          | 後藤康二(ck510) |
| 6. | 「夢へのプロセス（off vocal ver.）」   |        | 松本一也                 | 若田部誠        |

| #  | タイトル                         | 作詞 | 作曲・編曲 | 監督     |
| -- | -------------------------------- | ---- | ---------- | -------- |
| 1. | 「NO WAY MAN Music Video」       |      |            | 菱川勢一 |
| 2. | 「池の水を抜きたい Music Video」 |      |            | 瀬里義治 |
| 3. | 「夢へのプロセス Music Video」   |      |            |          |

### 劇場盤
| #  | タイトル                               | 作詞   | 作曲                     | 編曲            |
| -- | -------------------------------------- | ------ | ------------------------ | --------------- |
| 1. | 「NO WAY MAN」                         | 秋元康 | 前迫潤哉、Yasutaka.Ishio | APAZZI          |
| 2. | 「池の水を抜きたい」(池の水選抜)       | 秋元康 | 後藤康二(ck510)          | 後藤康二(ck510) |
| 3. | 「耳を塞げ!」(チームナイスファイト)    | 秋元康 | SaSA                     | SaSA            |
| 4. | 「NO WAY MAN（off vocal ver.）」       |        | 前迫潤哉、Yasutaka.Ishio | APAZZI          |
| 5. | 「池の水を抜きたい（off vocal ver.）」 |        | 後藤康二(ck510)          | 後藤康二(ck510) |
| 6. | 「耳を塞げ!（off vocal ver.）」        |        | SaSA                     | SaSA            |

## 選抜メンバー
括弧内の数字は、選抜回数。
- 岡田奈々 [注釈 3]
- 岡部麟
- 荻野由佳 [注釈 4]
- 小栗有以
- 柏木由紀 [注釈 5]
- 倉野尾成美
- 指原莉乃 [注釈 6]
- 下尾みう
- 白間美瑠 [注釈 7]
- 菅原茉椰 [注釈 8]
- 須田亜香里 [注釈 8]
- 高橋朱里
- 瀧野由美子 [注釈 9]
- 竹内美宥
- 田中美久 [注釈 6]
- 中井りか [注釈 4]
- 本田仁美 [注釈 10]
- 宮崎美穂
- 宮脇咲良 [注釈 11]
- 向井地美音
- 矢吹奈子 [注釈 11]
- 山内瑞葵
- 横山由依

| 3列目 | 菅原茉椰 | 下尾みう | 倉野尾成美 | 瀧野由美子 | 岡部麟   | 中井りか | 田中美久 | 竹内美宥   | 山内瑞葵 |
| 2列目 |          | 荻野由佳 | 白間美瑠   | 向井地美音 | 柏木由紀 | 高橋朱里 | 宮崎美穂 | 須田亜香里 |          |
| 1列目 |          | 指原莉乃 | 小栗有以   | 矢吹奈子   | 宮脇咲良 | 本田仁美 | 岡田奈々 | 横山由依   |          |

## MNL48によるカバー
AKB48の姉妹グループであるMNL48は、本楽曲を「RIVER」というタイトルでカバーし、グループの7作目のシングルとして2022年4月に発売された。
歌詞はサビの一部以外は秋元の詞をタガログ語に翻訳したものとなっている。選抜メンバーは第3回総選挙における上位16名が選出されており、センターポジションは同総選挙で1位となった「センターガール」のアビーが務めた。1期生のアンディ、プリンセスと、3期生のライザ、リアンナが初選抜となった。
カップリングは収録されていない。

### 収録曲 (MNL48)

#### 配信
| #  | タイトル       | 作詞   | 作曲                     | 編曲   |
| -- | -------------- | ------ | ------------------------ | ------ |
| 1. | 「NO WAY MAN」 | 秋元康 | 前迫潤哉、Yasutaka.Ishio | APAZZI |

### 選抜メンバー (MNL48)
かっこ内は『MNL48 第3回選抜総選挙』における順位。
- アビー（1位）
- アンディ（7位）
- コリーン（14位）
- デイナ（18位）
- ディアン（19位）
- エラ（5位）
- イザベル（9位）
- ジェイミー（3位）
- ジャン（6位）
- ジェム（8位）
- ララ（13位）
- ライザ（35位）
- プリンセス（12位）
- リアンナ（33位）
- ルース（4位）
- シェキ（2位）